# Centro de documentación sobre la historia del nacionalsocialismo de Múnich
El Centro de documentación sobre la historia del nacionalsocialismo de Múnich (NS-Dokumentationszentrum München – Lern- und Erinnerungsort zur Geschichte des Nationalsozialismus, en alemán) es un museo ubicado en la plaza Max-Mannheimer-Platz número 1, en el distrito de Maxvorstadt, en la ciudad de Múnich (Alemania).

## Museo
El museo está dedicado a la historia e investigación y a las consecuencias del régimen nazi y el papel de Múnich como Hauptstadt der Bewegung (capital del movimiento). Fue creado y está regentado conjuntamente por el ayuntamiento de Múnich, el estado libre de Baviera y el gobierno federal alemán.
El centro de documentación sobre el nacional-socialismo aporta explicaciones sobre la historia de la Alemania nazi, así como sobre las consecuencias y orientaciones futuras de la sociedad alemana. El museo es el resultado de un importante trabajo de historia política y se encuentra situado en la ubicación precisa donde se encontraba la Casa Parda, la sede central del NSDAP. 
Una parte importante del museo está dedicada al papel de Múnich cómo capital del movimiento (Hauptstadt der Bewegung) en la ascensión del NSDAP y el establecimiento del nazismo, teniendo en cuenta que la ciudad de Múnich ocupó un lugar muy destacado dentro de la historia del nacionalsocialismo. Fue en esta ciudad donde se fundó el partido nazi y en donde tuvo lugar el primer intento de golpe de Estado de Hitler. Una vez que los nazis llegaron al poder, Múnich siguió siendo la sede central del partido y de la administración nazi hasta el final de la Segunda Guerra Mundial.
El centro fue abierto al público con ocasión del 70.º aniversario de la liberación de Múnich, el 30 de abril de 2015.

## Edificio
El museo fue construido sobre los restos de la Casa Parda, que fue dañada en un bombardeo aéreo sobre Múnich en octubre de 1943 y resultó gravemente dañada en otros ataques aéreos durante el resto de la contienda. Habiendo quedado prácticamente destruida, en 1947 los escombros fueron retirados, quedando un solar vacío. 
Tras muchos años de abandono, finalmente en 2002 el gobierno de Baviera anunció que en ese lugar se construiría un centro para el estudio histórico del nacionalsocialismo. El proyecto ganador para la construcción del museo fue el presentado por el gabinete de arquitectos berlinés Georg Scheel Wetzel. Las obras del museo finalizaron en el año 2015.